# Beethoven Philharmonie
Die Beethoven Philharmonie ist ein in Baden bei Wien (Österreich) beheimatetes Sinfonie- und Opernorchester.
Das Orchester wurde 1995 als Sinfonietta Baden (Bezeichnung bis 2016) von Thomas Rösner gegründet, der nach wie vor als dessen künstlerischer Leiter fungiert. Es hat einen Konzertzyklus im Casino Baden. Auftritte erfolgten vielenorts, so beim Brucknerfest Linz, beim KlangBogen Wien, den Haydn-Festspielen Eisenstadt und den Musikwochen Millstatt.
2008 wurde im Wiener Musikverein ein Zyklus für Schüler eingeführt. Seit 1999 spielt die Beethoven Philharmonie als Orchester der Operklosterneuburg, seit 2009 spielt sie bei Produktionen der Musikuniversität Wien.
Die Beethoven Philharmonie trat gemeinsam mit u. a. Till Fellner, Paul Gulda sowie den Brüdern Renaud und Gautier Capuçon auf.
Zu den Dirigenten, die mit dem Orchester arbeiteten, zählen u. a. Enrico Calesso, Christoph Campestrini, Christoph Ehrenfellner, Guido Mancusi, Peter Marschik, Andrés Orozco-Estrada und Vinzenz Praxmarer, Johannes Prinz oder Uwe Theimer.